# Дорошенко Володимир Вікторович
Володи́мир Ві́кторович Дороше́нко (3 жовтня 1879, Петербург — 25 серпня 1963, Філадельфія, США) — український бібліограф, знавець української історії, літературознавець, перекладач, літературний критик, громадсько-політичний діяч, член НТШ. Батько поетеси Міри Гармаш.
Його вважають одним з найвизначніших українських бібліографів XX століття.

## Життєпис
Народився 3 жовтня 1879 року в Петербурзі у сім'ї військового лікаря. У 1880 році сім'я переїхала на Полтавщину в с. Білоцерківці. Середню освіту здобув у гімназії м. Прилуки, а вищу — в Московському університеті на історико-філологічному факультеті. У 1904 році поєднував навчання із курсами українознавства у Львові. Після закінчення університету (1905 р.) працював на Полтавщині у статистичному бюро.

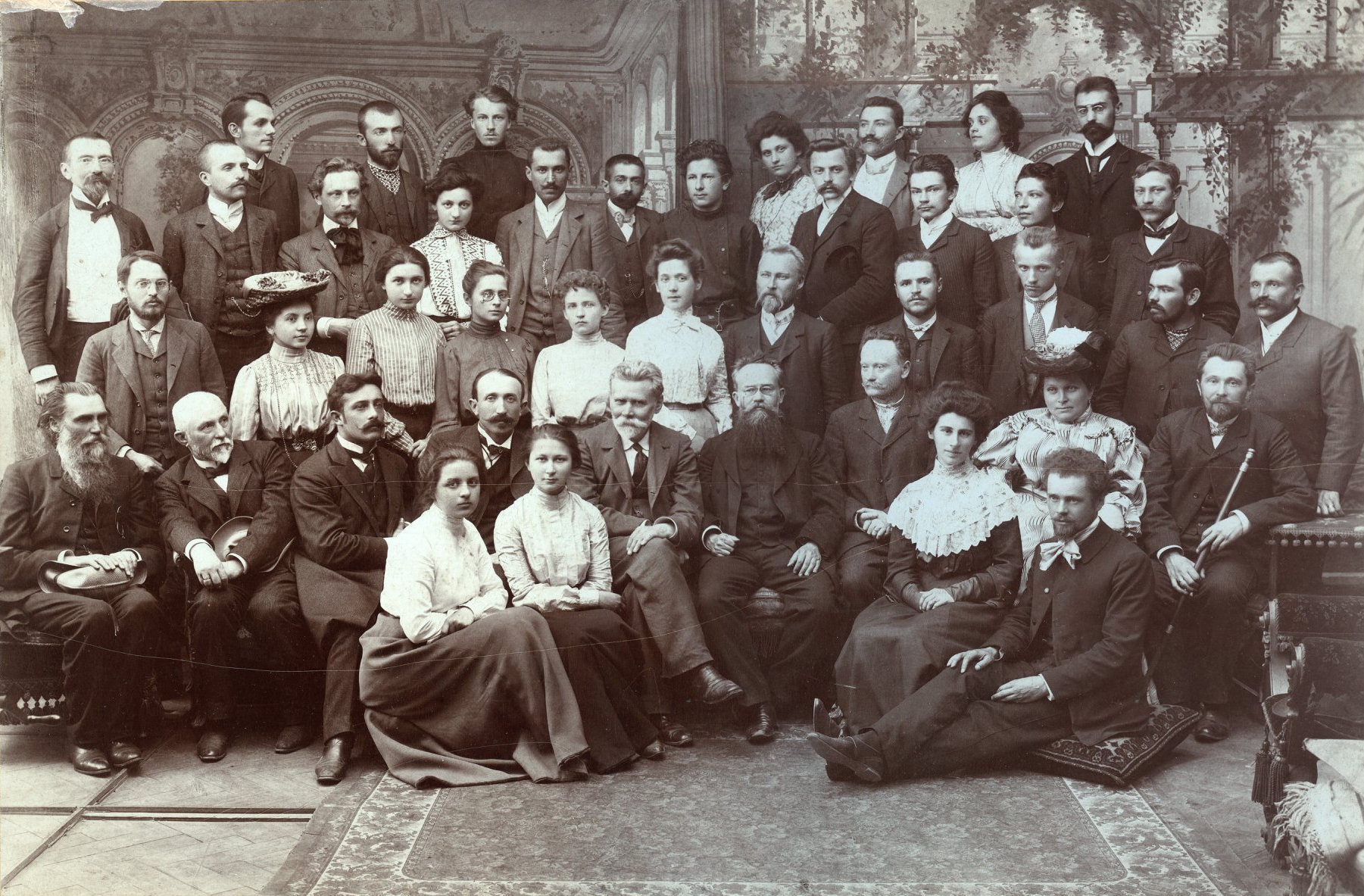
Викладачі та студенти Наукових курсів українознавства у Львові (організованих ТПУНЛШ), 5 липня 1904 р. Зліва направо: перший ряд (сидять): М. Дверницька, В. Чикаленківна, А. Трушева, І. Труш;
другий ряд (сидять): П. Рябков, Т. Ревакович, І. Брик, М. Ганкевич, Хв. Вовк, М. Грушевський, І. Франко, М. Грушевська, Вол. Гнатюк;
третій ряд (стоять): Вол. Дорошенко, М. Підлісецька (Мудракова), Г. Чикаленківна, К. Голицинська, О. Андрієвська, М. Липа, І. Липа, Ф. Шолудько, В. Панейко, Л. Сміщук, Л. Гарматій;
четвертий ряд (стоять): Вол. Лаврівський, Е. Голицинський, Юл. Бачинський, М. Крушельницька (Дроздовська), Дм. Дорошенко, Я. Грушкевич, Л. Чикаленко, Мих. Грушкевич, Ст. Дольницький, А. Хомик, М. Росткович;
п'ятий ряд (стоять): Юл. Ситник, Ол. Скоропис, Дм. Розов, Д. Старосольська (Шухевичівна), Вол. Загайкевич, Т. Єрми (п-ні Боднарова), Мих. Мочульський.

Через постійні переслідування за активну участь у суспільному житті Дорошенко змушений переїхати до Галичини. З 1909 року проживав у Львові. Тут Володимир Вікторович ввійшов до складу Наукового товариства ім. Т. Шевченка. Працював бібліотекарем до 1914 року, а 1913 року Дорошенка обрали головою Бібліографічної комісії НТШ.
У 1909 році для поглиблення знань з українознавства він поступив на філософський факультет Львівського університету, який закінчив у 1913 році. Член Загальної Української Ради з 1915 року.
Під час Першої світової війни емігрував до Відня, де працював редактором кількох видань організації «Союз визволення України». До Львова Володимир Вікторович повернувся у 1916 році і продовжив свою діяльність у Бібліотеці НТШ, керував нею до 1921 року. У 1918 році працював у Києві в Українській академії наук у канцелярії секретаря Академії професора А. Кримського. У 1919 році бібліограф виїжджає до Станиславова, а пізніше знову до Львова, де з 1937 по 1944 рік був директором Бібліотеки НТШ. Після того, як цю бібліотеку було включено до мережі бібліотек АН УРСР, а з книжкових фондів Бібліотеки НТШ почали вилучати українські книги, у 1944 році вирішив емігрувати на Захід. Дорошенко побував спочатку у Празі, Німеччині, а в 1949 році — далекої Філадельфії. Після емігрування бібліограф не зумів знайти себе і займався переважно літературно-науковою роботою та був редактором щоденника «Америка».
Помер Володимир Вікторович Дорошенко 25 серпня 1963 року у Філадельфії, похований на українському православному цвинтарі у Баунд-Бруку, штат Нью-Джерсі. Важко хворий він 24 лютого ще виступав на Шевченківському святі у Вашингтоні, а 9 березня — на відзначенні 90-річчя НТШ у Нью-Йорку.
«Князем української бібліографії» назвав В. Дорошенка професор І. Борщак, а Степан Микитка з нагоди ювілею (до 75-річчя В. В. Дорошенка) видав брошуру «Володимир Дорошенко» (Філадельфія, 1955.).

## Творча діяльність
Автор збірника статей на літературно-громадські теми «Житє і слово» (1918); літературно-критичних праць про творчість Т. Шевченка, П. Куліша, І. Франка, Б. Грінченка, В. Стефаника, Г. Чуп-ринки; укладач бібліографічних покажчиків творчості Т. Шевченка, П. Куліша, І. Франка, О. Кобилянської.
З 1910 року Володимир Дорошенко починає заявляти про себе як бібліограф. Його постійно цікавили бібліографічні дослідження українознавства загального характеру.
Свою бібліографічну діяльність Володимир Вікторович розпочав у співпраці з Російською академією наук у видані «Обозрение трудов по славяноведению…», також починає публікувати у «Записках НТШ» свої рецензії, замітки, огляди тощо. Одним із перших самостійних бібліографічних покажчиків, складених В. Дорошенком, був «Спис творів Івана Франка з додатком статей про нього і рецензій на його писання».
У 1920-ті роки Дорошенко працює у київському журналі «Україна», але не покинув своєї справи — продовжував друкувати огляди українознавчих матеріалів, які були опубліковані вже за межами УРСР протягом 1914—1928 років. Найбільший літературознавчий і бібліографічний інтерес викликали у вченого постаті Івана Франка і Тараса Шевченка.
Бібліографа неодноразово запрошували з виступами бібліографічних оглядів, адже його знання у цій сфері були не лише високого рівня, а й з глибинними знаннями. Він зробив широкий огляд «Українського наукового руху 1911 року», який був опублікований у «Літературно-науковому віснику» 1912 року.
Публікації присвячені до 50-річчя від дня смерті Т. Шевченка і до 100-річчя від дня народження М. Шашкевича були виділенні окремо. А також він присвятив великий огляд українській науковій літературі за 1912 рік. У цьому огляді було висвітлено розвідки в галузі етнографії, історії літератури, мови, природознавство, а також суспільних наук. Не оминув Володимир Вікторович у своїй діяльності і товариства НТШ, якому присвятив більшу половину свого життя. Найвищу оцінку одержало видання «Огнище української культури: Історія НТШ» (Філадельфія, 1951), яке має багату бібліографічну інформацію.
Уже досвідченим майстром В. Дорошенко виступає як бібліограф-шевченкознавець. Першою бібліографічною публікацією на шевченківську тематику був інформаційний огляд «Шевченкознавство за останнє десятиліття (1914—1924)», який був надрукований у часописі «Стара Україна» у 1925 році. У цьому огляді було представлено видання творів Т. Шевченка, наукову літературу про нього, що вийшла в Україні та за її межами, а також матеріали до біографії поета.
Високої професіональності визнали працю бібліографа «Покажчик видань Шевченкових творів та опис бібліографічних праць про Шевченка» (Львів, 1939). Він був 16 томом Повного видання творів Т. Г. Шевченка, здійсненого Українським науковим інститутом у Варшаві. Для того, щоб видати останній 16 том творів Т. Шевченка, було зібрано чимало матеріалу. Для такої великої кількості інформації треба було б видати ще два томи, але такої можливості не було, тому пішли на обмеження і включили до тому лише видання Шевченкових творів.
У 1928 року Володимир Вікторович опублікував бібліографічні праці, присвячені О. Кобилянській (у співавторстві з Василем Сімовичем) та П. Кулішу. Зразковим бібліографічним оглядом була праця про Пантелеймона Куліша. Матеріал було згруповано за трьома розділами: І. Видання Кулішових творів; ІІ. Матеріали до біографії Куліша й студії про його життя; ІІІ. Студії над творчістю Куліша.
Велику увагу бібліограф приділяв працям зарубіжних письменників. Дорошенко разом у співавторстві з Володимиром Дроздовським опублікували бібліографічний покажчик «Л. М. Толстой в українських перекладах», до якого включено приблизно 150 бібліографічних записів перекладів творів Л. Толстого, в тому числі і виданих за межами України. Одна із перших в Україні бібліографічних праць Володимира Дорошенка, яка викликає й досі особливий інтерес, була книга «Гете в українських перекладах, переспівах та наслідуваннях» (Львів, 1932), надрукована у серії НТШ «Матеріали до української бібліографії». Учений займався також бібліографуванням перекладів інших зарубіжних письменників, зокрема польського поета А. Міцкевича. У 1929 році була надрукована його праця «Adam Mickiewicz w literaturze ukrainskiej» у холмському часописі «Kamena».

Володимир Дорошенко, орієнтовно 1950-ті рр.

Важливим моментом у житті Володимира Вікторовича була підготовка першої сучасної української енциклопедії, де він взяв найактивнішу участь, — тритомної «Української Загальної Енциклопедії», яка була видана протягом 1930 −1935 років. Вчений у своїх працях супроводжував найрізноманітніші форми бібліографічної пропаганди української літератури.
Він опублікував у США, 50-ті роки, статтю «Пам'яті українських бібліографів», присвячену І. Калиновичу, М. Комарову, З. Кузелі, І. Левицькому, Д. Дорошенку.
У 1959 році виходить у світ книга В. Дорошенка «Просвіта». Її невід'ємною складовою є бібліографічна інформація про видавничу діяльність «Просвіти», а також література про це товариство.
Також, починаючи з 1950-х років, у Філадельфії він видав кілька ретроспективних покажчиків української емігрантської преси: «Українська національна преса в роки 1945—1951 по цей бік залізної заслони» (1951); «Українська євангельська преса» (1952); «Показник української католицької преси у ЗДА» (1952); «Українська преса в ЗДА» (1954); «Реєстр українських періодичних видань у вільному світі за 1961—1962 рр.» (1963) та інші.
Рецензії В. Дорошенка були різними — від коротких анотацій до великих наукових розвідок. Його рецензії були як негативного, так і позитивного характеру. Наприклад, рецензія В. Дорошенка на «Систематический указатель к журналу „Киевская старина“» була не дуже високої оцінки. Аналізуючи покажчика розділами, він вказує на ряд історичних недоліків: неточні назви, невдале виділення розділів, відсутність посилань, недостатньо продумана систематизація матеріалу, мовні огріхи тощо. А ось про ІІІ том бібліографічної праці І. Левицького «Українська бібліографія Австро-Угорщини» Дорошенко відгукнувся дуже позитивно, підкреслюючи, що це справжнє джерело до пізнання нашого культурного життя та друкованої справи.
Незадовго до смерті, у 1962 році, видатний бібліограф пише свою останню рецензію на бібліографічний покажчик І. Бойка «Іван Франко» (К., 1956). Дорошенко вказує на «скандальні пропуски», особливо у розділах, присвячених перекладам І. Франка, на перевантаженість покажчика «низькопробними писаннями» про І. Франка. На думку сучасних бібліографів ця рецензія є занадто критичною.
Володимир Вікторович Дорошенко залишив по собі велику творчу спадщину. Незважаючи на те, що життя було насичене перешкодами, бібліограф-дослідник зумів пронести вогник відданості своїй Україні та своїй діяльності. Його праці зберегли свою інформаційну та наукову вартість і дають змогу уявити історію української бібліографії як невід'ємної складової частини української культури. Усе життя Володимир Дорошенко мріяв про єдину соборну Україну, про її розквіт на світовій арені.

## Родина
- Донька Міра Гармаш — українська поетеса.
- Сестра Дорошенко Наталія Вікторівна — педагогиня і бібліограф.
- Сестра Міліца (1892 р. н.) 1914 року закінчила Московські педагогічні курси. Від 1924 року працювала у Всенародній бібліотеці України при УАН.